# Torsten Gårdlund
Torsten Gårdlund, född 23 februari 1911 i Kungsholms församling i Stockholm, död 21 februari 2003 i Genarp, var en svensk nationalekonom och professor.
Gårdlund blev fil.kand. 1934, fil.lic. 1939 och fil.dr 1942 samt var amanuens vid Handelshögskolan i Stockholm 1937–1939, där han blev docent i nationalekonomi 1942.  
Åren 1947–1963 innehade han A O Wallenbergs professur i nationalekonomi och bankvetenskap vid Handelshögskolan i Stockholm. Gårdlund var 1965–1977 professor i internationell ekonomi vid Lunds universitet. 
Hans forskning var inriktad på utvecklingsfrågor och problem som rör drivkrafter till ekonomisk förändring. Han förenade aktörsperspektiv med bred empirisk och ekonomisk analys, vilket i hög grad bidragit till den ekonomisk-historiska forskningens utveckling. 
Han var ekonomisk sakkunnig och rådgivare för internationell biståndsverksamhet i FN:s och Ford Foundations regi under 1950- och 1960-talen.
Gårdlund ägnade mycket arbete, såväl teoretiskt som praktiskt, åt u-landsproblemen, bl. a. som ekonomisk rådgivare i Marocko och Tunisien.